# مايك نيلسون
مايك نيلسون (بالإنجليزية: Michael Nelson)‏ هو سياسي أمريكي، ولد في 2 يونيو 1954 في منيابولس في الولايات المتحدة. حزبياً، نشط في حزب العمال المزارعين الديمقراطيين في مينيسوتا والحزب الديمقراطي. وقد انتخب عضو مجلس نواب مينيسوتا.

## وصلات خارجية
- الموقع الرسمي